# Comté de Saint-François
Le comté de Saint-François est un comté de l'État américain du Missouri. 

## Comtés Voisins
- Comté de Washington (à l'ouest)
- Comté de Jefferson (au nord)
- Comté de Sainte Genevieve (à l'est)
- Comté de Perry (au sud-est)
- Comté de Madison (au sud)
- Comté d'Iron (au sud-ouest)

## Transports
- U.S. Route 67
- Missouri Route 8
- Missouri Route 32
- Missouri Route 47

## Villes
- Bismarck
- Bonne Terre
- Desloge
- Farmington
- Flat River
- Park Hills

## Villages
- French Village
- Iron Mountain Lake
- Terre du Lac